# فردی بوبیچ
فردی بوبیچ (اسلوونیایی: Bobič ،کرواتی: Bobić؛ زاده ۳۰ اکتبر ۱۹۷۱) بازیکن فوتبال و مهاجم اهل آلمان است که از سال ۱۹۹۴ میلادی عضو تیم ملی فوتبال آلمان بوده‌است. وی در ۳۷ بازی ملی حضور داشته‌است و آخرین بازی ملی خود را در سال ۲۰۰۴ میلادی انجام داد. فردی بوبیک در بازی‌های ملی‌اش ۱۰ گل به ثمر رساند.
از تیم‌هایی که در آن بازی کرده است می‌توان به باشگاه فوتبال اشتوتگارت اشاره کرد.